# Michel Warlop
Michel Warlop (Douai, 23 januari 1911 – Bagnères-de-Luchon, 20 maart 1947) was een Franse jazzviolist en orkestleider van de swing. Hij wordt algemeen beschouwd als de vader van de jazzviool in Frankrijk.

## Biografie
Als kind nam Michel Warlop eerst piano- en daarna vioollessen, ging naar het conservatorium in Lille en later in Parijs. Hij ontving talloze onderscheidingen en diploma's, maar wees een klassieke concertcarrière af. Hij begon belangstelling te krijgen voor jazz, zoals hij hoorde uit de platen van Louis Armstrong, Earl Hines en Bix Beiderbecke. Warlop speelde toen in verschillende variététheaters en bioscooporkesten en werkte ook voor een muziekuitgever. Eind 1930 trad hij toe tot het orkest Grégor et ses Grégoriens. De orkestleider, de Armeen Gregor Kelekian, was eigenlijk geen muzikant, maar een danser. Maar hij had een voorliefde voor jazz en nam vooraanstaande jazzmusici uit die tijd in dienst in zijn band, waaronder pianist Stephane Mougin, trombonist Guy Paquinet, saxofonisten Alix Combelle en André Ekyan, evenals trompettisten Philippe Brun en Noël Chiboust. In deze omgeving ontwikkelde Warlop zich tot een ervaren improvisator. Toen Kelekian zijn Grégoriens in 1934 wegens financiële moeilijkheden ontbond, richtte Warlop zijn eigen band op, die op zijn beurt een aantal solisten van de oude Grégoriens omvatte. Het orkest van Warlop speelde niet alleen jazz (om economische redenen) en speelde flexibel in op de huidige modetrends. Het repertoire omvatte ook dagelijkse hits met zangers als Maurice Chevalier en Germaine Sablon. Warlop nam ook de symfonische jazz van de toen populaire Paul Whiteman op.
Halverwege de jaren 1930 werd het orkest van Michel Warlop beschouwd als een van de toonaangevende Franse swingjazzformaties. Naast Combelle en Ekyan werkte gitarist Django Reinhardt in zijn band, voordat hij in 1935 lid werd van de Quintette du Hot Club de France. Met Michel Warlop et son Orchestre nam Reinhardt op 16 maart 1934 de Présentation Blues op, die volgens sommige van zijn volgelingen beslist zijn eerste jazzopname is. Warlop schreef dit nummer en het arrangement in de stijl van het Casa Loma Orchestra, een van de bekendste witte swingbands van die tijd. Het hechte arrangement biedt 16 maten voor Django's solo's, terwijl het orkest op de achtergrond zit. Op dezelfde dag werd het nummer La Chanson du Large gemaakt met zangeres Germaine Sablon.
Een jaar later, op 2 maart 1935, ontmoetten Django Reinhardt en de band van Warlop tenorsaxofonist Coleman Hawkins, die te gast was in Parijs. De nummers Blue Moon, Avalon en What a Difference a Day Made werden gecreëerd. Warlop bleef tot 1937 samenwerken met Django Reinhardt en Matelo Ferret en nam onder zijn eigen naam op voor het Swing-label. In 1937 speelde Warlop in het viooltrio met Eddie South, Stéphane Grappelli en Django Reinhardt (Lady Be Good) en in de band van Philippe Brun. Met Grappelli en Joseph Reinhardt begeleidde hij de zangers André Pasdoc en Yvonne Louis. Warlop speelde ook in de tweede helft van de jaren 1930 met de Jazz du Poste Parisien-formatie en met accordeonist Louis Richardet. Hij werkte ook samen met Garland Wilson, met wie hij in 1938 een duo opnam. In de vroege jaren 1940, tijdens de Duitse bezetting, werd hij lid van het orkest van Raymond Legrand. Warlop regisseerde ook zijn eigen strijkseptet van 1941 tot 1943. Hij componeerde een swingconcerto, dat in 1989 op plaat werd uitgebracht, evenals de titel Noel du Prisonnier, ter gelegenheid waarvan hij in 1942 het Parijse Symfonieorkest dirigeerde.

## Stijl
Als violist bevond Warlop zich altijd in de schaduw van zijn collega Stéphane Grappelli, maar hij had een vitaliteit en ritmische energie, die hem duidelijk onderscheidden van de eleganter geformuleerde Grappelli. Hij speelde met bijna hectische vibrato, een enorm aantal trillers en grote intervalsprongen. De viool van Michel Warlop werd aanvankelijk aan Grappelli geschonken als een soort Iffland-ring. Die gaf het door aan Jean-Luc Ponty, die het in 1979 doorgaf aan Didier Lockwood in het Théâtre de la Ville in Parijs om de connectie in de directe lijn tot uitdrukking te brengen.

## Overlijden
Michel Warlop overleed in maart 1947 op 36-jarige leeftijd aan tuberculose. Hij werd begraven in het kuuroord Luchon (Pyreneeën), naast de cellist André Simon.

## Discografie
- Le Jazz en France, Vol. 4 - Michel Warlop (Pathé Records, 1934–38)
- Coleman Hawkins: The Hawk In Europe (ASV, 1934–37)
- Coleman Hawkins: Coleman Hawkins In Europe (Timeless, 1934–39)
- Jazz in Paris - Django Reinhardt - Django et Compagnie (Emarcy)
- Django Reinhardt: 1935-1938 (Classics); All Star Sessions (Blue Note, 1935–39), 1940 (Classics)
- Eddie South: 1923-1937 (Classics)